# Faktori nekroze tumora
Faktori nekroze tumora (ili TNF-familija) su grupa citokina koji mogu da uzrokuju ćelijsku smrt.

## Istorija
Krajem 19. veka Vilijam Koli, njujorški hirurg, je opisao remisiju tumora nakon bakterijske infekcije. 1975-te godine protein odgovoran za taj proces je bio identifikovan i nazvan faktor nekroze tumora alfa (engl. tumor necrosis factor alpha, TNF-alpha). Kolijevi toksini su studirani u više konteksta, uključujući komplementarne i alternativne terapije, i neke od tih studije su dostigle stupanj kliničkih studija.

## Mehanizam
dejstvuje putem TNF receptora. On je deo spoljašnjeg (ekstrinzičnog) puta za podsticanje apoptoze. TNF-R je povezan sa prokaspazama preko proteina adaptera (FADD, TRADD, itd.) koji mogu da razdvoje druge neaktivne prokaspaze i pokrenu kaspaznu kaskadu, nepovratno započinjući ćelijsku apoptozu.
 interaguje sa ćelijama tumora i pokreće citolizu ili ćelijsku smrt.
 interaguje sa receptorima endotelnih ćelija, što dovodi do povećane vaskularne propustljivosti omogućavajući leukocitima pristup ka mestu infekcije. To je tip lokalizovanog inflamatornog odgovora. Sistemsko oslobađanje može dovesti do septičkog šoka i smrti.

## Tipovi
- Faktor nekroze tumora-alfa (TNF-α) je najpoznatiji član ove klase proteina, i nekad se termin "faktor nekroze tumora" poistovećuje sa ovim članom porodice.
- Faktori nekroze tumora-beta (TNF-β), takođe poznat kao limfotoksin je citokin koji je inhibiran interleukinom 10.[5]

## Literatura
- Thao Doan; Roger Melvold; Susan Viselli; Carl Waltenbaugh (2007). Lippincott's Illustrated Reviews: Immunology. Lippincott Williams & Wilkins. стр. 68—. ISBN 978-0-7817-9543-2. Архивирано из оригинала 16. 06. 2010. г. Приступљено 19. 07. 2010.

## Spoljašnje veze
- Tumor+Necrosis+Factors на 